# Трема (Свети Иван Жабно)
Трема је насељено место у саставу општине Свети Иван Жабно у Копривничко-крижевачкој жупанији, Хрватска. До територијалне реорганизације у Хрватској налазила се у саставу бивше велике општине Крижевци.

## Становништво
На попису становништва 2011. године, Трема је имала 786 становника.

## Попис1991.
На попису становништва 1991. године, насељено место Трема је имало 867 становника, следећег националног састава:
| Попис 1991.‍  | Попис 1991.‍  | Попис 1991.‍ | Попис 1991.‍ | Попис 1991.‍ |
| ------------ | ------------ | ----------- | ----------- | ----------- |
|              |              |             |             |             |
| Хрвати       | Хрвати       |             | 853         | 98,38%      |
| Југословени  | Југословени  |             | 1           | 0,11%       |
| Македонци    | Македонци    |             | 1           | 0,11%       |
| неопредељени | неопредељени |             | 6           | 0,69%       |
| регион. опр. | регион. опр. |             | 1           | 0,11%       |
| непознато    | непознато    |             | 5           | 0,57%       |
| укупно: 867  |              |             |             |             |